# Гаврилова пікенінні тема
Те́ма пікені́нні Гаври́лова — тема в шаховій композиції. Суть теми — чотириразове використання зв'язки чорного пішака.

## Історія

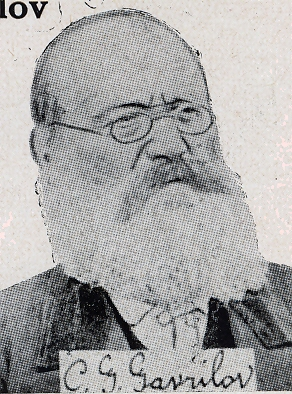
Костянтин Григорович Гаврилов

Вперше цю ідею виразив російський шаховий композитор Костянтин Григорович Гаврилов  (29.04.1864 — 23.03.1943).
Чорний пішак використовується, як мінімум у чотирьох варіантах, як в темі пікенінні, але в ідеї К. Гаврилова цей пішак у варіантах гри є зв'язаний, тому він або рухається по зв'язці, або стоїть зв'язаний на місці. Білі використовують цю зв'язку, як мінімум, в чотирьох варіантах.
Ідею в окремих виданнях називають — зв'язаний пікенінні, але основна назва ідеї — тема пікенінні Гаврилова. В 1947 і 1984 роках було проведено конкурси пам'яті Костянтина Гаврилова — автора теми.
|   | a | b | c | d | e | f | g | h |   |
| 8 | a8 чорний ферзь · b8 чорний слон · c8 чорний слон · d8 біла тура · f8 чорний кінь · g8 білий слон · d7 чорний пішак · e7 білий кінь · h7 чорний пішак · a6 чорний пішак · f6 білий король · c5 чорний пішак · e5 чорний пішак · f5 білий ферзь · g5 білий кінь · c4 чорна тура · d4 чорний король · f4 білий слон · c3 чорна тура · e3 біла тура · g1 чорний кінь | a8 чорний ферзь · b8 чорний слон · c8 чорний слон · d8 біла тура · f8 чорний кінь · g8 білий слон · d7 чорний пішак · e7 білий кінь · h7 чорний пішак · a6 чорний пішак · f6 білий король · c5 чорний пішак · e5 чорний пішак · f5 білий ферзь · g5 білий кінь · c4 чорна тура · d4 чорний король · f4 білий слон · c3 чорна тура · e3 біла тура · g1 чорний кінь | a8 чорний ферзь · b8 чорний слон · c8 чорний слон · d8 біла тура · f8 чорний кінь · g8 білий слон · d7 чорний пішак · e7 білий кінь · h7 чорний пішак · a6 чорний пішак · f6 білий король · c5 чорний пішак · e5 чорний пішак · f5 білий ферзь · g5 білий кінь · c4 чорна тура · d4 чорний король · f4 білий слон · c3 чорна тура · e3 біла тура · g1 чорний кінь | a8 чорний ферзь · b8 чорний слон · c8 чорний слон · d8 біла тура · f8 чорний кінь · g8 білий слон · d7 чорний пішак · e7 білий кінь · h7 чорний пішак · a6 чорний пішак · f6 білий король · c5 чорний пішак · e5 чорний пішак · f5 білий ферзь · g5 білий кінь · c4 чорна тура · d4 чорний король · f4 білий слон · c3 чорна тура · e3 біла тура · g1 чорний кінь | a8 чорний ферзь · b8 чорний слон · c8 чорний слон · d8 біла тура · f8 чорний кінь · g8 білий слон · d7 чорний пішак · e7 білий кінь · h7 чорний пішак · a6 чорний пішак · f6 білий король · c5 чорний пішак · e5 чорний пішак · f5 білий ферзь · g5 білий кінь · c4 чорна тура · d4 чорний король · f4 білий слон · c3 чорна тура · e3 біла тура · g1 чорний кінь | a8 чорний ферзь · b8 чорний слон · c8 чорний слон · d8 біла тура · f8 чорний кінь · g8 білий слон · d7 чорний пішак · e7 білий кінь · h7 чорний пішак · a6 чорний пішак · f6 білий король · c5 чорний пішак · e5 чорний пішак · f5 білий ферзь · g5 білий кінь · c4 чорна тура · d4 чорний король · f4 білий слон · c3 чорна тура · e3 біла тура · g1 чорний кінь | a8 чорний ферзь · b8 чорний слон · c8 чорний слон · d8 біла тура · f8 чорний кінь · g8 білий слон · d7 чорний пішак · e7 білий кінь · h7 чорний пішак · a6 чорний пішак · f6 білий король · c5 чорний пішак · e5 чорний пішак · f5 білий ферзь · g5 білий кінь · c4 чорна тура · d4 чорний король · f4 білий слон · c3 чорна тура · e3 біла тура · g1 чорний кінь | a8 чорний ферзь · b8 чорний слон · c8 чорний слон · d8 біла тура · f8 чорний кінь · g8 білий слон · d7 чорний пішак · e7 білий кінь · h7 чорний пішак · a6 чорний пішак · f6 білий король · c5 чорний пішак · e5 чорний пішак · f5 білий ферзь · g5 білий кінь · c4 чорна тура · d4 чорний король · f4 білий слон · c3 чорна тура · e3 біла тура · g1 чорний кінь | 8 |
| 7 | a8 чорний ферзь · b8 чорний слон · c8 чорний слон · d8 біла тура · f8 чорний кінь · g8 білий слон · d7 чорний пішак · e7 білий кінь · h7 чорний пішак · a6 чорний пішак · f6 білий король · c5 чорний пішак · e5 чорний пішак · f5 білий ферзь · g5 білий кінь · c4 чорна тура · d4 чорний король · f4 білий слон · c3 чорна тура · e3 біла тура · g1 чорний кінь | a8 чорний ферзь · b8 чорний слон · c8 чорний слон · d8 біла тура · f8 чорний кінь · g8 білий слон · d7 чорний пішак · e7 білий кінь · h7 чорний пішак · a6 чорний пішак · f6 білий король · c5 чорний пішак · e5 чорний пішак · f5 білий ферзь · g5 білий кінь · c4 чорна тура · d4 чорний король · f4 білий слон · c3 чорна тура · e3 біла тура · g1 чорний кінь | a8 чорний ферзь · b8 чорний слон · c8 чорний слон · d8 біла тура · f8 чорний кінь · g8 білий слон · d7 чорний пішак · e7 білий кінь · h7 чорний пішак · a6 чорний пішак · f6 білий король · c5 чорний пішак · e5 чорний пішак · f5 білий ферзь · g5 білий кінь · c4 чорна тура · d4 чорний король · f4 білий слон · c3 чорна тура · e3 біла тура · g1 чорний кінь | a8 чорний ферзь · b8 чорний слон · c8 чорний слон · d8 біла тура · f8 чорний кінь · g8 білий слон · d7 чорний пішак · e7 білий кінь · h7 чорний пішак · a6 чорний пішак · f6 білий король · c5 чорний пішак · e5 чорний пішак · f5 білий ферзь · g5 білий кінь · c4 чорна тура · d4 чорний король · f4 білий слон · c3 чорна тура · e3 біла тура · g1 чорний кінь | a8 чорний ферзь · b8 чорний слон · c8 чорний слон · d8 біла тура · f8 чорний кінь · g8 білий слон · d7 чорний пішак · e7 білий кінь · h7 чорний пішак · a6 чорний пішак · f6 білий король · c5 чорний пішак · e5 чорний пішак · f5 білий ферзь · g5 білий кінь · c4 чорна тура · d4 чорний король · f4 білий слон · c3 чорна тура · e3 біла тура · g1 чорний кінь | a8 чорний ферзь · b8 чорний слон · c8 чорний слон · d8 біла тура · f8 чорний кінь · g8 білий слон · d7 чорний пішак · e7 білий кінь · h7 чорний пішак · a6 чорний пішак · f6 білий король · c5 чорний пішак · e5 чорний пішак · f5 білий ферзь · g5 білий кінь · c4 чорна тура · d4 чорний король · f4 білий слон · c3 чорна тура · e3 біла тура · g1 чорний кінь | a8 чорний ферзь · b8 чорний слон · c8 чорний слон · d8 біла тура · f8 чорний кінь · g8 білий слон · d7 чорний пішак · e7 білий кінь · h7 чорний пішак · a6 чорний пішак · f6 білий король · c5 чорний пішак · e5 чорний пішак · f5 білий ферзь · g5 білий кінь · c4 чорна тура · d4 чорний король · f4 білий слон · c3 чорна тура · e3 біла тура · g1 чорний кінь | a8 чорний ферзь · b8 чорний слон · c8 чорний слон · d8 біла тура · f8 чорний кінь · g8 білий слон · d7 чорний пішак · e7 білий кінь · h7 чорний пішак · a6 чорний пішак · f6 білий король · c5 чорний пішак · e5 чорний пішак · f5 білий ферзь · g5 білий кінь · c4 чорна тура · d4 чорний король · f4 білий слон · c3 чорна тура · e3 біла тура · g1 чорний кінь | 7 |
| 6 | a8 чорний ферзь · b8 чорний слон · c8 чорний слон · d8 біла тура · f8 чорний кінь · g8 білий слон · d7 чорний пішак · e7 білий кінь · h7 чорний пішак · a6 чорний пішак · f6 білий король · c5 чорний пішак · e5 чорний пішак · f5 білий ферзь · g5 білий кінь · c4 чорна тура · d4 чорний король · f4 білий слон · c3 чорна тура · e3 біла тура · g1 чорний кінь | a8 чорний ферзь · b8 чорний слон · c8 чорний слон · d8 біла тура · f8 чорний кінь · g8 білий слон · d7 чорний пішак · e7 білий кінь · h7 чорний пішак · a6 чорний пішак · f6 білий король · c5 чорний пішак · e5 чорний пішак · f5 білий ферзь · g5 білий кінь · c4 чорна тура · d4 чорний король · f4 білий слон · c3 чорна тура · e3 біла тура · g1 чорний кінь | a8 чорний ферзь · b8 чорний слон · c8 чорний слон · d8 біла тура · f8 чорний кінь · g8 білий слон · d7 чорний пішак · e7 білий кінь · h7 чорний пішак · a6 чорний пішак · f6 білий король · c5 чорний пішак · e5 чорний пішак · f5 білий ферзь · g5 білий кінь · c4 чорна тура · d4 чорний король · f4 білий слон · c3 чорна тура · e3 біла тура · g1 чорний кінь | a8 чорний ферзь · b8 чорний слон · c8 чорний слон · d8 біла тура · f8 чорний кінь · g8 білий слон · d7 чорний пішак · e7 білий кінь · h7 чорний пішак · a6 чорний пішак · f6 білий король · c5 чорний пішак · e5 чорний пішак · f5 білий ферзь · g5 білий кінь · c4 чорна тура · d4 чорний король · f4 білий слон · c3 чорна тура · e3 біла тура · g1 чорний кінь | a8 чорний ферзь · b8 чорний слон · c8 чорний слон · d8 біла тура · f8 чорний кінь · g8 білий слон · d7 чорний пішак · e7 білий кінь · h7 чорний пішак · a6 чорний пішак · f6 білий король · c5 чорний пішак · e5 чорний пішак · f5 білий ферзь · g5 білий кінь · c4 чорна тура · d4 чорний король · f4 білий слон · c3 чорна тура · e3 біла тура · g1 чорний кінь | a8 чорний ферзь · b8 чорний слон · c8 чорний слон · d8 біла тура · f8 чорний кінь · g8 білий слон · d7 чорний пішак · e7 білий кінь · h7 чорний пішак · a6 чорний пішак · f6 білий король · c5 чорний пішак · e5 чорний пішак · f5 білий ферзь · g5 білий кінь · c4 чорна тура · d4 чорний король · f4 білий слон · c3 чорна тура · e3 біла тура · g1 чорний кінь | a8 чорний ферзь · b8 чорний слон · c8 чорний слон · d8 біла тура · f8 чорний кінь · g8 білий слон · d7 чорний пішак · e7 білий кінь · h7 чорний пішак · a6 чорний пішак · f6 білий король · c5 чорний пішак · e5 чорний пішак · f5 білий ферзь · g5 білий кінь · c4 чорна тура · d4 чорний король · f4 білий слон · c3 чорна тура · e3 біла тура · g1 чорний кінь | a8 чорний ферзь · b8 чорний слон · c8 чорний слон · d8 біла тура · f8 чорний кінь · g8 білий слон · d7 чорний пішак · e7 білий кінь · h7 чорний пішак · a6 чорний пішак · f6 білий король · c5 чорний пішак · e5 чорний пішак · f5 білий ферзь · g5 білий кінь · c4 чорна тура · d4 чорний король · f4 білий слон · c3 чорна тура · e3 біла тура · g1 чорний кінь | 6 |
| 5 | a8 чорний ферзь · b8 чорний слон · c8 чорний слон · d8 біла тура · f8 чорний кінь · g8 білий слон · d7 чорний пішак · e7 білий кінь · h7 чорний пішак · a6 чорний пішак · f6 білий король · c5 чорний пішак · e5 чорний пішак · f5 білий ферзь · g5 білий кінь · c4 чорна тура · d4 чорний король · f4 білий слон · c3 чорна тура · e3 біла тура · g1 чорний кінь | a8 чорний ферзь · b8 чорний слон · c8 чорний слон · d8 біла тура · f8 чорний кінь · g8 білий слон · d7 чорний пішак · e7 білий кінь · h7 чорний пішак · a6 чорний пішак · f6 білий король · c5 чорний пішак · e5 чорний пішак · f5 білий ферзь · g5 білий кінь · c4 чорна тура · d4 чорний король · f4 білий слон · c3 чорна тура · e3 біла тура · g1 чорний кінь | a8 чорний ферзь · b8 чорний слон · c8 чорний слон · d8 біла тура · f8 чорний кінь · g8 білий слон · d7 чорний пішак · e7 білий кінь · h7 чорний пішак · a6 чорний пішак · f6 білий король · c5 чорний пішак · e5 чорний пішак · f5 білий ферзь · g5 білий кінь · c4 чорна тура · d4 чорний король · f4 білий слон · c3 чорна тура · e3 біла тура · g1 чорний кінь | a8 чорний ферзь · b8 чорний слон · c8 чорний слон · d8 біла тура · f8 чорний кінь · g8 білий слон · d7 чорний пішак · e7 білий кінь · h7 чорний пішак · a6 чорний пішак · f6 білий король · c5 чорний пішак · e5 чорний пішак · f5 білий ферзь · g5 білий кінь · c4 чорна тура · d4 чорний король · f4 білий слон · c3 чорна тура · e3 біла тура · g1 чорний кінь | a8 чорний ферзь · b8 чорний слон · c8 чорний слон · d8 біла тура · f8 чорний кінь · g8 білий слон · d7 чорний пішак · e7 білий кінь · h7 чорний пішак · a6 чорний пішак · f6 білий король · c5 чорний пішак · e5 чорний пішак · f5 білий ферзь · g5 білий кінь · c4 чорна тура · d4 чорний король · f4 білий слон · c3 чорна тура · e3 біла тура · g1 чорний кінь | a8 чорний ферзь · b8 чорний слон · c8 чорний слон · d8 біла тура · f8 чорний кінь · g8 білий слон · d7 чорний пішак · e7 білий кінь · h7 чорний пішак · a6 чорний пішак · f6 білий король · c5 чорний пішак · e5 чорний пішак · f5 білий ферзь · g5 білий кінь · c4 чорна тура · d4 чорний король · f4 білий слон · c3 чорна тура · e3 біла тура · g1 чорний кінь | a8 чорний ферзь · b8 чорний слон · c8 чорний слон · d8 біла тура · f8 чорний кінь · g8 білий слон · d7 чорний пішак · e7 білий кінь · h7 чорний пішак · a6 чорний пішак · f6 білий король · c5 чорний пішак · e5 чорний пішак · f5 білий ферзь · g5 білий кінь · c4 чорна тура · d4 чорний король · f4 білий слон · c3 чорна тура · e3 біла тура · g1 чорний кінь | a8 чорний ферзь · b8 чорний слон · c8 чорний слон · d8 біла тура · f8 чорний кінь · g8 білий слон · d7 чорний пішак · e7 білий кінь · h7 чорний пішак · a6 чорний пішак · f6 білий король · c5 чорний пішак · e5 чорний пішак · f5 білий ферзь · g5 білий кінь · c4 чорна тура · d4 чорний король · f4 білий слон · c3 чорна тура · e3 біла тура · g1 чорний кінь | 5 |
| 4 | a8 чорний ферзь · b8 чорний слон · c8 чорний слон · d8 біла тура · f8 чорний кінь · g8 білий слон · d7 чорний пішак · e7 білий кінь · h7 чорний пішак · a6 чорний пішак · f6 білий король · c5 чорний пішак · e5 чорний пішак · f5 білий ферзь · g5 білий кінь · c4 чорна тура · d4 чорний король · f4 білий слон · c3 чорна тура · e3 біла тура · g1 чорний кінь | a8 чорний ферзь · b8 чорний слон · c8 чорний слон · d8 біла тура · f8 чорний кінь · g8 білий слон · d7 чорний пішак · e7 білий кінь · h7 чорний пішак · a6 чорний пішак · f6 білий король · c5 чорний пішак · e5 чорний пішак · f5 білий ферзь · g5 білий кінь · c4 чорна тура · d4 чорний король · f4 білий слон · c3 чорна тура · e3 біла тура · g1 чорний кінь | a8 чорний ферзь · b8 чорний слон · c8 чорний слон · d8 біла тура · f8 чорний кінь · g8 білий слон · d7 чорний пішак · e7 білий кінь · h7 чорний пішак · a6 чорний пішак · f6 білий король · c5 чорний пішак · e5 чорний пішак · f5 білий ферзь · g5 білий кінь · c4 чорна тура · d4 чорний король · f4 білий слон · c3 чорна тура · e3 біла тура · g1 чорний кінь | a8 чорний ферзь · b8 чорний слон · c8 чорний слон · d8 біла тура · f8 чорний кінь · g8 білий слон · d7 чорний пішак · e7 білий кінь · h7 чорний пішак · a6 чорний пішак · f6 білий король · c5 чорний пішак · e5 чорний пішак · f5 білий ферзь · g5 білий кінь · c4 чорна тура · d4 чорний король · f4 білий слон · c3 чорна тура · e3 біла тура · g1 чорний кінь | a8 чорний ферзь · b8 чорний слон · c8 чорний слон · d8 біла тура · f8 чорний кінь · g8 білий слон · d7 чорний пішак · e7 білий кінь · h7 чорний пішак · a6 чорний пішак · f6 білий король · c5 чорний пішак · e5 чорний пішак · f5 білий ферзь · g5 білий кінь · c4 чорна тура · d4 чорний король · f4 білий слон · c3 чорна тура · e3 біла тура · g1 чорний кінь | a8 чорний ферзь · b8 чорний слон · c8 чорний слон · d8 біла тура · f8 чорний кінь · g8 білий слон · d7 чорний пішак · e7 білий кінь · h7 чорний пішак · a6 чорний пішак · f6 білий король · c5 чорний пішак · e5 чорний пішак · f5 білий ферзь · g5 білий кінь · c4 чорна тура · d4 чорний король · f4 білий слон · c3 чорна тура · e3 біла тура · g1 чорний кінь | a8 чорний ферзь · b8 чорний слон · c8 чорний слон · d8 біла тура · f8 чорний кінь · g8 білий слон · d7 чорний пішак · e7 білий кінь · h7 чорний пішак · a6 чорний пішак · f6 білий король · c5 чорний пішак · e5 чорний пішак · f5 білий ферзь · g5 білий кінь · c4 чорна тура · d4 чорний король · f4 білий слон · c3 чорна тура · e3 біла тура · g1 чорний кінь | a8 чорний ферзь · b8 чорний слон · c8 чорний слон · d8 біла тура · f8 чорний кінь · g8 білий слон · d7 чорний пішак · e7 білий кінь · h7 чорний пішак · a6 чорний пішак · f6 білий король · c5 чорний пішак · e5 чорний пішак · f5 білий ферзь · g5 білий кінь · c4 чорна тура · d4 чорний король · f4 білий слон · c3 чорна тура · e3 біла тура · g1 чорний кінь | 4 |
| 3 | a8 чорний ферзь · b8 чорний слон · c8 чорний слон · d8 біла тура · f8 чорний кінь · g8 білий слон · d7 чорний пішак · e7 білий кінь · h7 чорний пішак · a6 чорний пішак · f6 білий король · c5 чорний пішак · e5 чорний пішак · f5 білий ферзь · g5 білий кінь · c4 чорна тура · d4 чорний король · f4 білий слон · c3 чорна тура · e3 біла тура · g1 чорний кінь | a8 чорний ферзь · b8 чорний слон · c8 чорний слон · d8 біла тура · f8 чорний кінь · g8 білий слон · d7 чорний пішак · e7 білий кінь · h7 чорний пішак · a6 чорний пішак · f6 білий король · c5 чорний пішак · e5 чорний пішак · f5 білий ферзь · g5 білий кінь · c4 чорна тура · d4 чорний король · f4 білий слон · c3 чорна тура · e3 біла тура · g1 чорний кінь | a8 чорний ферзь · b8 чорний слон · c8 чорний слон · d8 біла тура · f8 чорний кінь · g8 білий слон · d7 чорний пішак · e7 білий кінь · h7 чорний пішак · a6 чорний пішак · f6 білий король · c5 чорний пішак · e5 чорний пішак · f5 білий ферзь · g5 білий кінь · c4 чорна тура · d4 чорний король · f4 білий слон · c3 чорна тура · e3 біла тура · g1 чорний кінь | a8 чорний ферзь · b8 чорний слон · c8 чорний слон · d8 біла тура · f8 чорний кінь · g8 білий слон · d7 чорний пішак · e7 білий кінь · h7 чорний пішак · a6 чорний пішак · f6 білий король · c5 чорний пішак · e5 чорний пішак · f5 білий ферзь · g5 білий кінь · c4 чорна тура · d4 чорний король · f4 білий слон · c3 чорна тура · e3 біла тура · g1 чорний кінь | a8 чорний ферзь · b8 чорний слон · c8 чорний слон · d8 біла тура · f8 чорний кінь · g8 білий слон · d7 чорний пішак · e7 білий кінь · h7 чорний пішак · a6 чорний пішак · f6 білий король · c5 чорний пішак · e5 чорний пішак · f5 білий ферзь · g5 білий кінь · c4 чорна тура · d4 чорний король · f4 білий слон · c3 чорна тура · e3 біла тура · g1 чорний кінь | a8 чорний ферзь · b8 чорний слон · c8 чорний слон · d8 біла тура · f8 чорний кінь · g8 білий слон · d7 чорний пішак · e7 білий кінь · h7 чорний пішак · a6 чорний пішак · f6 білий король · c5 чорний пішак · e5 чорний пішак · f5 білий ферзь · g5 білий кінь · c4 чорна тура · d4 чорний король · f4 білий слон · c3 чорна тура · e3 біла тура · g1 чорний кінь | a8 чорний ферзь · b8 чорний слон · c8 чорний слон · d8 біла тура · f8 чорний кінь · g8 білий слон · d7 чорний пішак · e7 білий кінь · h7 чорний пішак · a6 чорний пішак · f6 білий король · c5 чорний пішак · e5 чорний пішак · f5 білий ферзь · g5 білий кінь · c4 чорна тура · d4 чорний король · f4 білий слон · c3 чорна тура · e3 біла тура · g1 чорний кінь | a8 чорний ферзь · b8 чорний слон · c8 чорний слон · d8 біла тура · f8 чорний кінь · g8 білий слон · d7 чорний пішак · e7 білий кінь · h7 чорний пішак · a6 чорний пішак · f6 білий король · c5 чорний пішак · e5 чорний пішак · f5 білий ферзь · g5 білий кінь · c4 чорна тура · d4 чорний король · f4 білий слон · c3 чорна тура · e3 біла тура · g1 чорний кінь | 3 |
| 2 | a8 чорний ферзь · b8 чорний слон · c8 чорний слон · d8 біла тура · f8 чорний кінь · g8 білий слон · d7 чорний пішак · e7 білий кінь · h7 чорний пішак · a6 чорний пішак · f6 білий король · c5 чорний пішак · e5 чорний пішак · f5 білий ферзь · g5 білий кінь · c4 чорна тура · d4 чорний король · f4 білий слон · c3 чорна тура · e3 біла тура · g1 чорний кінь | a8 чорний ферзь · b8 чорний слон · c8 чорний слон · d8 біла тура · f8 чорний кінь · g8 білий слон · d7 чорний пішак · e7 білий кінь · h7 чорний пішак · a6 чорний пішак · f6 білий король · c5 чорний пішак · e5 чорний пішак · f5 білий ферзь · g5 білий кінь · c4 чорна тура · d4 чорний король · f4 білий слон · c3 чорна тура · e3 біла тура · g1 чорний кінь | a8 чорний ферзь · b8 чорний слон · c8 чорний слон · d8 біла тура · f8 чорний кінь · g8 білий слон · d7 чорний пішак · e7 білий кінь · h7 чорний пішак · a6 чорний пішак · f6 білий король · c5 чорний пішак · e5 чорний пішак · f5 білий ферзь · g5 білий кінь · c4 чорна тура · d4 чорний король · f4 білий слон · c3 чорна тура · e3 біла тура · g1 чорний кінь | a8 чорний ферзь · b8 чорний слон · c8 чорний слон · d8 біла тура · f8 чорний кінь · g8 білий слон · d7 чорний пішак · e7 білий кінь · h7 чорний пішак · a6 чорний пішак · f6 білий король · c5 чорний пішак · e5 чорний пішак · f5 білий ферзь · g5 білий кінь · c4 чорна тура · d4 чорний король · f4 білий слон · c3 чорна тура · e3 біла тура · g1 чорний кінь | a8 чорний ферзь · b8 чорний слон · c8 чорний слон · d8 біла тура · f8 чорний кінь · g8 білий слон · d7 чорний пішак · e7 білий кінь · h7 чорний пішак · a6 чорний пішак · f6 білий король · c5 чорний пішак · e5 чорний пішак · f5 білий ферзь · g5 білий кінь · c4 чорна тура · d4 чорний король · f4 білий слон · c3 чорна тура · e3 біла тура · g1 чорний кінь | a8 чорний ферзь · b8 чорний слон · c8 чорний слон · d8 біла тура · f8 чорний кінь · g8 білий слон · d7 чорний пішак · e7 білий кінь · h7 чорний пішак · a6 чорний пішак · f6 білий король · c5 чорний пішак · e5 чорний пішак · f5 білий ферзь · g5 білий кінь · c4 чорна тура · d4 чорний король · f4 білий слон · c3 чорна тура · e3 біла тура · g1 чорний кінь | a8 чорний ферзь · b8 чорний слон · c8 чорний слон · d8 біла тура · f8 чорний кінь · g8 білий слон · d7 чорний пішак · e7 білий кінь · h7 чорний пішак · a6 чорний пішак · f6 білий король · c5 чорний пішак · e5 чорний пішак · f5 білий ферзь · g5 білий кінь · c4 чорна тура · d4 чорний король · f4 білий слон · c3 чорна тура · e3 біла тура · g1 чорний кінь | a8 чорний ферзь · b8 чорний слон · c8 чорний слон · d8 біла тура · f8 чорний кінь · g8 білий слон · d7 чорний пішак · e7 білий кінь · h7 чорний пішак · a6 чорний пішак · f6 білий король · c5 чорний пішак · e5 чорний пішак · f5 білий ферзь · g5 білий кінь · c4 чорна тура · d4 чорний король · f4 білий слон · c3 чорна тура · e3 біла тура · g1 чорний кінь | 2 |
| 1 | a8 чорний ферзь · b8 чорний слон · c8 чорний слон · d8 біла тура · f8 чорний кінь · g8 білий слон · d7 чорний пішак · e7 білий кінь · h7 чорний пішак · a6 чорний пішак · f6 білий король · c5 чорний пішак · e5 чорний пішак · f5 білий ферзь · g5 білий кінь · c4 чорна тура · d4 чорний король · f4 білий слон · c3 чорна тура · e3 біла тура · g1 чорний кінь | a8 чорний ферзь · b8 чорний слон · c8 чорний слон · d8 біла тура · f8 чорний кінь · g8 білий слон · d7 чорний пішак · e7 білий кінь · h7 чорний пішак · a6 чорний пішак · f6 білий король · c5 чорний пішак · e5 чорний пішак · f5 білий ферзь · g5 білий кінь · c4 чорна тура · d4 чорний король · f4 білий слон · c3 чорна тура · e3 біла тура · g1 чорний кінь | a8 чорний ферзь · b8 чорний слон · c8 чорний слон · d8 біла тура · f8 чорний кінь · g8 білий слон · d7 чорний пішак · e7 білий кінь · h7 чорний пішак · a6 чорний пішак · f6 білий король · c5 чорний пішак · e5 чорний пішак · f5 білий ферзь · g5 білий кінь · c4 чорна тура · d4 чорний король · f4 білий слон · c3 чорна тура · e3 біла тура · g1 чорний кінь | a8 чорний ферзь · b8 чорний слон · c8 чорний слон · d8 біла тура · f8 чорний кінь · g8 білий слон · d7 чорний пішак · e7 білий кінь · h7 чорний пішак · a6 чорний пішак · f6 білий король · c5 чорний пішак · e5 чорний пішак · f5 білий ферзь · g5 білий кінь · c4 чорна тура · d4 чорний король · f4 білий слон · c3 чорна тура · e3 біла тура · g1 чорний кінь | a8 чорний ферзь · b8 чорний слон · c8 чорний слон · d8 біла тура · f8 чорний кінь · g8 білий слон · d7 чорний пішак · e7 білий кінь · h7 чорний пішак · a6 чорний пішак · f6 білий король · c5 чорний пішак · e5 чорний пішак · f5 білий ферзь · g5 білий кінь · c4 чорна тура · d4 чорний король · f4 білий слон · c3 чорна тура · e3 біла тура · g1 чорний кінь | a8 чорний ферзь · b8 чорний слон · c8 чорний слон · d8 біла тура · f8 чорний кінь · g8 білий слон · d7 чорний пішак · e7 білий кінь · h7 чорний пішак · a6 чорний пішак · f6 білий король · c5 чорний пішак · e5 чорний пішак · f5 білий ферзь · g5 білий кінь · c4 чорна тура · d4 чорний король · f4 білий слон · c3 чорна тура · e3 біла тура · g1 чорний кінь | a8 чорний ферзь · b8 чорний слон · c8 чорний слон · d8 біла тура · f8 чорний кінь · g8 білий слон · d7 чорний пішак · e7 білий кінь · h7 чорний пішак · a6 чорний пішак · f6 білий король · c5 чорний пішак · e5 чорний пішак · f5 білий ферзь · g5 білий кінь · c4 чорна тура · d4 чорний король · f4 білий слон · c3 чорна тура · e3 біла тура · g1 чорний кінь | a8 чорний ферзь · b8 чорний слон · c8 чорний слон · d8 біла тура · f8 чорний кінь · g8 білий слон · d7 чорний пішак · e7 білий кінь · h7 чорний пішак · a6 чорний пішак · f6 білий король · c5 чорний пішак · e5 чорний пішак · f5 білий ферзь · g5 білий кінь · c4 чорна тура · d4 чорний король · f4 білий слон · c3 чорна тура · e3 біла тура · g1 чорний кінь | 1 |
|   | a | b | c | d | e | f | g | h |   |

FEN: qbbR1nB1/3pN2p/p4K2/2p1pQN1/2rk1B2/2r1R3/8/6n1
1. ... d6 2. Qe5#
1. ... d5 2. Qe4#
1. Qh3! ~ 2. Sf5#
1. ... d6 2. Be5#
1. ... d5 2. Re4#
- — - — - — -
1. ... Qc6 2. Sc6#
1. ... Se6 2. Se6#
В цій задачі тематичний чорний пішак рухається по зв'язці. Додатково на тематичні ходи чорного пішака виражено просту переміну матів.
|   | a | b | c | d | e | f | g | h |   |
| 8 | d8 біла тура · f8 чорний слон · g8 чорна тура · c7 білий кінь · e7 чорний пішак · f7 чорний король · h7 чорна тура · g6 чорний пішак · g5 білий ферзь · h5 білий пішак · e4 білий кінь · g3 білий король · f2 білий слон · g2 чорний кінь · d1 чорний слон · f1 біла тура | d8 біла тура · f8 чорний слон · g8 чорна тура · c7 білий кінь · e7 чорний пішак · f7 чорний король · h7 чорна тура · g6 чорний пішак · g5 білий ферзь · h5 білий пішак · e4 білий кінь · g3 білий король · f2 білий слон · g2 чорний кінь · d1 чорний слон · f1 біла тура | d8 біла тура · f8 чорний слон · g8 чорна тура · c7 білий кінь · e7 чорний пішак · f7 чорний король · h7 чорна тура · g6 чорний пішак · g5 білий ферзь · h5 білий пішак · e4 білий кінь · g3 білий король · f2 білий слон · g2 чорний кінь · d1 чорний слон · f1 біла тура | d8 біла тура · f8 чорний слон · g8 чорна тура · c7 білий кінь · e7 чорний пішак · f7 чорний король · h7 чорна тура · g6 чорний пішак · g5 білий ферзь · h5 білий пішак · e4 білий кінь · g3 білий король · f2 білий слон · g2 чорний кінь · d1 чорний слон · f1 біла тура | d8 біла тура · f8 чорний слон · g8 чорна тура · c7 білий кінь · e7 чорний пішак · f7 чорний король · h7 чорна тура · g6 чорний пішак · g5 білий ферзь · h5 білий пішак · e4 білий кінь · g3 білий король · f2 білий слон · g2 чорний кінь · d1 чорний слон · f1 біла тура | d8 біла тура · f8 чорний слон · g8 чорна тура · c7 білий кінь · e7 чорний пішак · f7 чорний король · h7 чорна тура · g6 чорний пішак · g5 білий ферзь · h5 білий пішак · e4 білий кінь · g3 білий король · f2 білий слон · g2 чорний кінь · d1 чорний слон · f1 біла тура | d8 біла тура · f8 чорний слон · g8 чорна тура · c7 білий кінь · e7 чорний пішак · f7 чорний король · h7 чорна тура · g6 чорний пішак · g5 білий ферзь · h5 білий пішак · e4 білий кінь · g3 білий король · f2 білий слон · g2 чорний кінь · d1 чорний слон · f1 біла тура | d8 біла тура · f8 чорний слон · g8 чорна тура · c7 білий кінь · e7 чорний пішак · f7 чорний король · h7 чорна тура · g6 чорний пішак · g5 білий ферзь · h5 білий пішак · e4 білий кінь · g3 білий король · f2 білий слон · g2 чорний кінь · d1 чорний слон · f1 біла тура | 8 |
| 7 | d8 біла тура · f8 чорний слон · g8 чорна тура · c7 білий кінь · e7 чорний пішак · f7 чорний король · h7 чорна тура · g6 чорний пішак · g5 білий ферзь · h5 білий пішак · e4 білий кінь · g3 білий король · f2 білий слон · g2 чорний кінь · d1 чорний слон · f1 біла тура | d8 біла тура · f8 чорний слон · g8 чорна тура · c7 білий кінь · e7 чорний пішак · f7 чорний король · h7 чорна тура · g6 чорний пішак · g5 білий ферзь · h5 білий пішак · e4 білий кінь · g3 білий король · f2 білий слон · g2 чорний кінь · d1 чорний слон · f1 біла тура | d8 біла тура · f8 чорний слон · g8 чорна тура · c7 білий кінь · e7 чорний пішак · f7 чорний король · h7 чорна тура · g6 чорний пішак · g5 білий ферзь · h5 білий пішак · e4 білий кінь · g3 білий король · f2 білий слон · g2 чорний кінь · d1 чорний слон · f1 біла тура | d8 біла тура · f8 чорний слон · g8 чорна тура · c7 білий кінь · e7 чорний пішак · f7 чорний король · h7 чорна тура · g6 чорний пішак · g5 білий ферзь · h5 білий пішак · e4 білий кінь · g3 білий король · f2 білий слон · g2 чорний кінь · d1 чорний слон · f1 біла тура | d8 біла тура · f8 чорний слон · g8 чорна тура · c7 білий кінь · e7 чорний пішак · f7 чорний король · h7 чорна тура · g6 чорний пішак · g5 білий ферзь · h5 білий пішак · e4 білий кінь · g3 білий король · f2 білий слон · g2 чорний кінь · d1 чорний слон · f1 біла тура | d8 біла тура · f8 чорний слон · g8 чорна тура · c7 білий кінь · e7 чорний пішак · f7 чорний король · h7 чорна тура · g6 чорний пішак · g5 білий ферзь · h5 білий пішак · e4 білий кінь · g3 білий король · f2 білий слон · g2 чорний кінь · d1 чорний слон · f1 біла тура | d8 біла тура · f8 чорний слон · g8 чорна тура · c7 білий кінь · e7 чорний пішак · f7 чорний король · h7 чорна тура · g6 чорний пішак · g5 білий ферзь · h5 білий пішак · e4 білий кінь · g3 білий король · f2 білий слон · g2 чорний кінь · d1 чорний слон · f1 біла тура | d8 біла тура · f8 чорний слон · g8 чорна тура · c7 білий кінь · e7 чорний пішак · f7 чорний король · h7 чорна тура · g6 чорний пішак · g5 білий ферзь · h5 білий пішак · e4 білий кінь · g3 білий король · f2 білий слон · g2 чорний кінь · d1 чорний слон · f1 біла тура | 7 |
| 6 | d8 біла тура · f8 чорний слон · g8 чорна тура · c7 білий кінь · e7 чорний пішак · f7 чорний король · h7 чорна тура · g6 чорний пішак · g5 білий ферзь · h5 білий пішак · e4 білий кінь · g3 білий король · f2 білий слон · g2 чорний кінь · d1 чорний слон · f1 біла тура | d8 біла тура · f8 чорний слон · g8 чорна тура · c7 білий кінь · e7 чорний пішак · f7 чорний король · h7 чорна тура · g6 чорний пішак · g5 білий ферзь · h5 білий пішак · e4 білий кінь · g3 білий король · f2 білий слон · g2 чорний кінь · d1 чорний слон · f1 біла тура | d8 біла тура · f8 чорний слон · g8 чорна тура · c7 білий кінь · e7 чорний пішак · f7 чорний король · h7 чорна тура · g6 чорний пішак · g5 білий ферзь · h5 білий пішак · e4 білий кінь · g3 білий король · f2 білий слон · g2 чорний кінь · d1 чорний слон · f1 біла тура | d8 біла тура · f8 чорний слон · g8 чорна тура · c7 білий кінь · e7 чорний пішак · f7 чорний король · h7 чорна тура · g6 чорний пішак · g5 білий ферзь · h5 білий пішак · e4 білий кінь · g3 білий король · f2 білий слон · g2 чорний кінь · d1 чорний слон · f1 біла тура | d8 біла тура · f8 чорний слон · g8 чорна тура · c7 білий кінь · e7 чорний пішак · f7 чорний король · h7 чорна тура · g6 чорний пішак · g5 білий ферзь · h5 білий пішак · e4 білий кінь · g3 білий король · f2 білий слон · g2 чорний кінь · d1 чорний слон · f1 біла тура | d8 біла тура · f8 чорний слон · g8 чорна тура · c7 білий кінь · e7 чорний пішак · f7 чорний король · h7 чорна тура · g6 чорний пішак · g5 білий ферзь · h5 білий пішак · e4 білий кінь · g3 білий король · f2 білий слон · g2 чорний кінь · d1 чорний слон · f1 біла тура | d8 біла тура · f8 чорний слон · g8 чорна тура · c7 білий кінь · e7 чорний пішак · f7 чорний король · h7 чорна тура · g6 чорний пішак · g5 білий ферзь · h5 білий пішак · e4 білий кінь · g3 білий король · f2 білий слон · g2 чорний кінь · d1 чорний слон · f1 біла тура | d8 біла тура · f8 чорний слон · g8 чорна тура · c7 білий кінь · e7 чорний пішак · f7 чорний король · h7 чорна тура · g6 чорний пішак · g5 білий ферзь · h5 білий пішак · e4 білий кінь · g3 білий король · f2 білий слон · g2 чорний кінь · d1 чорний слон · f1 біла тура | 6 |
| 5 | d8 біла тура · f8 чорний слон · g8 чорна тура · c7 білий кінь · e7 чорний пішак · f7 чорний король · h7 чорна тура · g6 чорний пішак · g5 білий ферзь · h5 білий пішак · e4 білий кінь · g3 білий король · f2 білий слон · g2 чорний кінь · d1 чорний слон · f1 біла тура | d8 біла тура · f8 чорний слон · g8 чорна тура · c7 білий кінь · e7 чорний пішак · f7 чорний король · h7 чорна тура · g6 чорний пішак · g5 білий ферзь · h5 білий пішак · e4 білий кінь · g3 білий король · f2 білий слон · g2 чорний кінь · d1 чорний слон · f1 біла тура | d8 біла тура · f8 чорний слон · g8 чорна тура · c7 білий кінь · e7 чорний пішак · f7 чорний король · h7 чорна тура · g6 чорний пішак · g5 білий ферзь · h5 білий пішак · e4 білий кінь · g3 білий король · f2 білий слон · g2 чорний кінь · d1 чорний слон · f1 біла тура | d8 біла тура · f8 чорний слон · g8 чорна тура · c7 білий кінь · e7 чорний пішак · f7 чорний король · h7 чорна тура · g6 чорний пішак · g5 білий ферзь · h5 білий пішак · e4 білий кінь · g3 білий король · f2 білий слон · g2 чорний кінь · d1 чорний слон · f1 біла тура | d8 біла тура · f8 чорний слон · g8 чорна тура · c7 білий кінь · e7 чорний пішак · f7 чорний король · h7 чорна тура · g6 чорний пішак · g5 білий ферзь · h5 білий пішак · e4 білий кінь · g3 білий король · f2 білий слон · g2 чорний кінь · d1 чорний слон · f1 біла тура | d8 біла тура · f8 чорний слон · g8 чорна тура · c7 білий кінь · e7 чорний пішак · f7 чорний король · h7 чорна тура · g6 чорний пішак · g5 білий ферзь · h5 білий пішак · e4 білий кінь · g3 білий король · f2 білий слон · g2 чорний кінь · d1 чорний слон · f1 біла тура | d8 біла тура · f8 чорний слон · g8 чорна тура · c7 білий кінь · e7 чорний пішак · f7 чорний король · h7 чорна тура · g6 чорний пішак · g5 білий ферзь · h5 білий пішак · e4 білий кінь · g3 білий король · f2 білий слон · g2 чорний кінь · d1 чорний слон · f1 біла тура | d8 біла тура · f8 чорний слон · g8 чорна тура · c7 білий кінь · e7 чорний пішак · f7 чорний король · h7 чорна тура · g6 чорний пішак · g5 білий ферзь · h5 білий пішак · e4 білий кінь · g3 білий король · f2 білий слон · g2 чорний кінь · d1 чорний слон · f1 біла тура | 5 |
| 4 | d8 біла тура · f8 чорний слон · g8 чорна тура · c7 білий кінь · e7 чорний пішак · f7 чорний король · h7 чорна тура · g6 чорний пішак · g5 білий ферзь · h5 білий пішак · e4 білий кінь · g3 білий король · f2 білий слон · g2 чорний кінь · d1 чорний слон · f1 біла тура | d8 біла тура · f8 чорний слон · g8 чорна тура · c7 білий кінь · e7 чорний пішак · f7 чорний король · h7 чорна тура · g6 чорний пішак · g5 білий ферзь · h5 білий пішак · e4 білий кінь · g3 білий король · f2 білий слон · g2 чорний кінь · d1 чорний слон · f1 біла тура | d8 біла тура · f8 чорний слон · g8 чорна тура · c7 білий кінь · e7 чорний пішак · f7 чорний король · h7 чорна тура · g6 чорний пішак · g5 білий ферзь · h5 білий пішак · e4 білий кінь · g3 білий король · f2 білий слон · g2 чорний кінь · d1 чорний слон · f1 біла тура | d8 біла тура · f8 чорний слон · g8 чорна тура · c7 білий кінь · e7 чорний пішак · f7 чорний король · h7 чорна тура · g6 чорний пішак · g5 білий ферзь · h5 білий пішак · e4 білий кінь · g3 білий король · f2 білий слон · g2 чорний кінь · d1 чорний слон · f1 біла тура | d8 біла тура · f8 чорний слон · g8 чорна тура · c7 білий кінь · e7 чорний пішак · f7 чорний король · h7 чорна тура · g6 чорний пішак · g5 білий ферзь · h5 білий пішак · e4 білий кінь · g3 білий король · f2 білий слон · g2 чорний кінь · d1 чорний слон · f1 біла тура | d8 біла тура · f8 чорний слон · g8 чорна тура · c7 білий кінь · e7 чорний пішак · f7 чорний король · h7 чорна тура · g6 чорний пішак · g5 білий ферзь · h5 білий пішак · e4 білий кінь · g3 білий король · f2 білий слон · g2 чорний кінь · d1 чорний слон · f1 біла тура | d8 біла тура · f8 чорний слон · g8 чорна тура · c7 білий кінь · e7 чорний пішак · f7 чорний король · h7 чорна тура · g6 чорний пішак · g5 білий ферзь · h5 білий пішак · e4 білий кінь · g3 білий король · f2 білий слон · g2 чорний кінь · d1 чорний слон · f1 біла тура | d8 біла тура · f8 чорний слон · g8 чорна тура · c7 білий кінь · e7 чорний пішак · f7 чорний король · h7 чорна тура · g6 чорний пішак · g5 білий ферзь · h5 білий пішак · e4 білий кінь · g3 білий король · f2 білий слон · g2 чорний кінь · d1 чорний слон · f1 біла тура | 4 |
| 3 | d8 біла тура · f8 чорний слон · g8 чорна тура · c7 білий кінь · e7 чорний пішак · f7 чорний король · h7 чорна тура · g6 чорний пішак · g5 білий ферзь · h5 білий пішак · e4 білий кінь · g3 білий король · f2 білий слон · g2 чорний кінь · d1 чорний слон · f1 біла тура | d8 біла тура · f8 чорний слон · g8 чорна тура · c7 білий кінь · e7 чорний пішак · f7 чорний король · h7 чорна тура · g6 чорний пішак · g5 білий ферзь · h5 білий пішак · e4 білий кінь · g3 білий король · f2 білий слон · g2 чорний кінь · d1 чорний слон · f1 біла тура | d8 біла тура · f8 чорний слон · g8 чорна тура · c7 білий кінь · e7 чорний пішак · f7 чорний король · h7 чорна тура · g6 чорний пішак · g5 білий ферзь · h5 білий пішак · e4 білий кінь · g3 білий король · f2 білий слон · g2 чорний кінь · d1 чорний слон · f1 біла тура | d8 біла тура · f8 чорний слон · g8 чорна тура · c7 білий кінь · e7 чорний пішак · f7 чорний король · h7 чорна тура · g6 чорний пішак · g5 білий ферзь · h5 білий пішак · e4 білий кінь · g3 білий король · f2 білий слон · g2 чорний кінь · d1 чорний слон · f1 біла тура | d8 біла тура · f8 чорний слон · g8 чорна тура · c7 білий кінь · e7 чорний пішак · f7 чорний король · h7 чорна тура · g6 чорний пішак · g5 білий ферзь · h5 білий пішак · e4 білий кінь · g3 білий король · f2 білий слон · g2 чорний кінь · d1 чорний слон · f1 біла тура | d8 біла тура · f8 чорний слон · g8 чорна тура · c7 білий кінь · e7 чорний пішак · f7 чорний король · h7 чорна тура · g6 чорний пішак · g5 білий ферзь · h5 білий пішак · e4 білий кінь · g3 білий король · f2 білий слон · g2 чорний кінь · d1 чорний слон · f1 біла тура | d8 біла тура · f8 чорний слон · g8 чорна тура · c7 білий кінь · e7 чорний пішак · f7 чорний король · h7 чорна тура · g6 чорний пішак · g5 білий ферзь · h5 білий пішак · e4 білий кінь · g3 білий король · f2 білий слон · g2 чорний кінь · d1 чорний слон · f1 біла тура | d8 біла тура · f8 чорний слон · g8 чорна тура · c7 білий кінь · e7 чорний пішак · f7 чорний король · h7 чорна тура · g6 чорний пішак · g5 білий ферзь · h5 білий пішак · e4 білий кінь · g3 білий король · f2 білий слон · g2 чорний кінь · d1 чорний слон · f1 біла тура | 3 |
| 2 | d8 біла тура · f8 чорний слон · g8 чорна тура · c7 білий кінь · e7 чорний пішак · f7 чорний король · h7 чорна тура · g6 чорний пішак · g5 білий ферзь · h5 білий пішак · e4 білий кінь · g3 білий король · f2 білий слон · g2 чорний кінь · d1 чорний слон · f1 біла тура | d8 біла тура · f8 чорний слон · g8 чорна тура · c7 білий кінь · e7 чорний пішак · f7 чорний король · h7 чорна тура · g6 чорний пішак · g5 білий ферзь · h5 білий пішак · e4 білий кінь · g3 білий король · f2 білий слон · g2 чорний кінь · d1 чорний слон · f1 біла тура | d8 біла тура · f8 чорний слон · g8 чорна тура · c7 білий кінь · e7 чорний пішак · f7 чорний король · h7 чорна тура · g6 чорний пішак · g5 білий ферзь · h5 білий пішак · e4 білий кінь · g3 білий король · f2 білий слон · g2 чорний кінь · d1 чорний слон · f1 біла тура | d8 біла тура · f8 чорний слон · g8 чорна тура · c7 білий кінь · e7 чорний пішак · f7 чорний король · h7 чорна тура · g6 чорний пішак · g5 білий ферзь · h5 білий пішак · e4 білий кінь · g3 білий король · f2 білий слон · g2 чорний кінь · d1 чорний слон · f1 біла тура | d8 біла тура · f8 чорний слон · g8 чорна тура · c7 білий кінь · e7 чорний пішак · f7 чорний король · h7 чорна тура · g6 чорний пішак · g5 білий ферзь · h5 білий пішак · e4 білий кінь · g3 білий король · f2 білий слон · g2 чорний кінь · d1 чорний слон · f1 біла тура | d8 біла тура · f8 чорний слон · g8 чорна тура · c7 білий кінь · e7 чорний пішак · f7 чорний король · h7 чорна тура · g6 чорний пішак · g5 білий ферзь · h5 білий пішак · e4 білий кінь · g3 білий король · f2 білий слон · g2 чорний кінь · d1 чорний слон · f1 біла тура | d8 біла тура · f8 чорний слон · g8 чорна тура · c7 білий кінь · e7 чорний пішак · f7 чорний король · h7 чорна тура · g6 чорний пішак · g5 білий ферзь · h5 білий пішак · e4 білий кінь · g3 білий король · f2 білий слон · g2 чорний кінь · d1 чорний слон · f1 біла тура | d8 біла тура · f8 чорний слон · g8 чорна тура · c7 білий кінь · e7 чорний пішак · f7 чорний король · h7 чорна тура · g6 чорний пішак · g5 білий ферзь · h5 білий пішак · e4 білий кінь · g3 білий король · f2 білий слон · g2 чорний кінь · d1 чорний слон · f1 біла тура | 2 |
| 1 | d8 біла тура · f8 чорний слон · g8 чорна тура · c7 білий кінь · e7 чорний пішак · f7 чорний король · h7 чорна тура · g6 чорний пішак · g5 білий ферзь · h5 білий пішак · e4 білий кінь · g3 білий король · f2 білий слон · g2 чорний кінь · d1 чорний слон · f1 біла тура | d8 біла тура · f8 чорний слон · g8 чорна тура · c7 білий кінь · e7 чорний пішак · f7 чорний король · h7 чорна тура · g6 чорний пішак · g5 білий ферзь · h5 білий пішак · e4 білий кінь · g3 білий король · f2 білий слон · g2 чорний кінь · d1 чорний слон · f1 біла тура | d8 біла тура · f8 чорний слон · g8 чорна тура · c7 білий кінь · e7 чорний пішак · f7 чорний король · h7 чорна тура · g6 чорний пішак · g5 білий ферзь · h5 білий пішак · e4 білий кінь · g3 білий король · f2 білий слон · g2 чорний кінь · d1 чорний слон · f1 біла тура | d8 біла тура · f8 чорний слон · g8 чорна тура · c7 білий кінь · e7 чорний пішак · f7 чорний король · h7 чорна тура · g6 чорний пішак · g5 білий ферзь · h5 білий пішак · e4 білий кінь · g3 білий король · f2 білий слон · g2 чорний кінь · d1 чорний слон · f1 біла тура | d8 біла тура · f8 чорний слон · g8 чорна тура · c7 білий кінь · e7 чорний пішак · f7 чорний король · h7 чорна тура · g6 чорний пішак · g5 білий ферзь · h5 білий пішак · e4 білий кінь · g3 білий король · f2 білий слон · g2 чорний кінь · d1 чорний слон · f1 біла тура | d8 біла тура · f8 чорний слон · g8 чорна тура · c7 білий кінь · e7 чорний пішак · f7 чорний король · h7 чорна тура · g6 чорний пішак · g5 білий ферзь · h5 білий пішак · e4 білий кінь · g3 білий король · f2 білий слон · g2 чорний кінь · d1 чорний слон · f1 біла тура | d8 біла тура · f8 чорний слон · g8 чорна тура · c7 білий кінь · e7 чорний пішак · f7 чорний король · h7 чорна тура · g6 чорний пішак · g5 білий ферзь · h5 білий пішак · e4 білий кінь · g3 білий король · f2 білий слон · g2 чорний кінь · d1 чорний слон · f1 біла тура | d8 біла тура · f8 чорний слон · g8 чорна тура · c7 білий кінь · e7 чорний пішак · f7 чорний король · h7 чорна тура · g6 чорний пішак · g5 білий ферзь · h5 білий пішак · e4 білий кінь · g3 білий король · f2 білий слон · g2 чорний кінь · d1 чорний слон · f1 біла тура | 1 |
|   | a | b | c | d | e | f | g | h |   |

FEN: 3R1br1/2N1pk1r/6p1/6QP/4N3/6K1/5Bn1/3b1R2
1. Rd7! ~ 2. Qf6#
1. ... gh     2. Sd6#
1. ... Rgg7 2. Qd5#
1. ... Kg7   2. Bd4#
В цій задачі чорний тематичний пішак не рухається.